# ملکه ویکتوریا (کتاب)
ملکه ویکتوریا (به انگلیسی: Victoria R.I. (Queen Victoria)) نام کتابی به قلم الیزابت لانگفورد نویسنده بریتانیایی است. این کتاب به صورت بیوگرافی مستند، به شرح زندگی ویکتوریا، ملکه سابق بریتانیا و همچنین اوضاع سیاسی-اجتماعی انگلستان در زمان زمام‌داری وی می‌پردازد.
این کتاب در سال ۱۹۶۴ میلادی برندهٔ جایزه یادبود جیمز تیت بلاک در بخش زندگینامه شده‌است.